# Robb Stark
Robb Stark er en fiktiv person i den amerikanske forfatter George R. R. Martins fantasyserie A Song of Ice and Fire og i HBOs filmatisering Game of Thrones.
Han bliver introduceret i Kampen om tronen (1996), og Robb er den ældste søn og arving til Lord Eddard Stark af Winterfell, som er Warden af Norden, og Eddards hustru Lady Catelyn Stark. Han optræder efterfølgende i Kampen om tronen (1998) og En storm af sværd (2000). Efter hans far bliver fanget og henrettet af Huset Lannister i King's Landing, samler han Nordens bannermænd og bliver kronet som "Konge af Norden" og marcherer mod syd for at tage hævn over Lannisterne og skaffe uafhængighed til sit nye kongerige. For at komme sydpå må han og hans hær krydse The Twins som Huset Frey kontrollerer. Han lover at gifte sig med en af Walder Freys døtre for at skabe en alliance mellem deres to slægter. Robb forelsker sig i Jeyne Westerling. I et forsøg på at genetablere alliancen får han arrangeret ægteskab med Roslin Frey og sin onkel Edmure Tully, men ved deres bryllup bliver Robb og alle gæsterne dræbt af Huset Frey og Huset Bolton i den tredje bog og i episoden "The Rains of Castamere" i tredje sæson af tv-serien, og dette chokerede mange læsere og tv-serier.
Robb bliver spillet af den skotske skuespiller Richard Madden i HBOs tv-serie.